# Compliance polmonare
La compliance polmonare definisce la variazione del volume polmonare in seguito a variazioni unitarie della pressione applicate al polmone stesso; essa è dunque un indice della distensibilità della struttura.
La pressione in questione è quella transmurale, o transpolmonare in questo caso, ovvero la differenza tra la pressione interna al polmone e quella esterna.
La compliance polmonare può essere studiata sia del polmone isolato che di quello in vivo.

## Calcolo
La compliance polmonare si calcola utilizzando la seguente equazione, dove ΔV è la differenza di volume e ΔP è il cambiamento della pressione pleurica:
{\displaystyle Compliance={\frac {\Delta V}{\Delta P}}}
Nel polmone in condizioni fisiologiche ΔP è dato dalla differenza fra pressione alveolare e pressione intrapleurica.
Per esempio, se un paziente inspira 500 mL di aria da uno spirometro con una pressione intrapleurica prima dell'inspirazione di -5 cm H2O e -10 cm H2O alla fine dell'inspirazione, si avrà: 

{\displaystyle Compliance={\frac {\Delta V}{\Delta P}}={\frac {0,5\;L}{-5\;cmH_{2}O-(-10\;cmH_{2}O)}}={\frac {0,5\;L}{5\;cmH_{2}O}}=0,1{\frac {\;L}{\;cmH_{2}O}}}

### Significato fisiologico
Nel polmone isolato la pressione transpolmonare sarà data dalla differenza tra la pressione applicata all'interno e la pressione ambientale. Il polmone isolato a riposo tende a collassare, e questo è dovuto principalmente a due motivi: in primo luogo esiste la tendenza alla ritrazione elastica esercitata dalle fibre di elastina, e in minor misura anche dal collagene, che compongono la parete alveolare; è poi presente la tensione superficiale che agisce sulla superficie dell'alveolo dove le molecole d'acqua che compongono lo strato liquido alveolare sono a contatto con le molecole d'aria. La tensione superficiale viene contrastata dal surfattante, un liquido tensioattivo prodotto dai pneumociti di tipo 2 già dal settimo mese di vita intrauterina. Se non esistesse il surfattante a parità di tensione superficiale gli alveoli più piccoli si svuoterebbero negli alveoli più grandi e questo in base alla legge di Laplace che definisce la tensione superficiale {\displaystyle P={\frac {2T}{r}}}.
Utilizzando un grafico in cui viene messo il volume in relazione alla pressione su un asse cartesiano è possibile evidenziare una curva che presenta 3 fasi. Nella prima fase per ogni variazione della pressione si ha un modesto aumento del volume dovuto al fatto che la tendenza del polmone ad espandersi è ostacolata sia dalla tensione superficiale che dalle proprietà della sua struttura, quando poi viene vinta la tensione superficiale si ha un aumento lineare del volume per ogni valore di pressione e questa è la fase 2. Nel tratto finale della curva, fase 3, dato che il polmone sarà quasi completamente disteso ci saranno ulteriori variazioni di volume solo dopo l'applicazione di grandi valori pressori. La compliance viene misurata nella fase 2 dove esiste linearità tra la variazione di volume e di pressione, essa assume un valore di 0,2 L/cmH2O, ovvero per ogni cmH2O applicato il volume aumenta di 0,2 L. La curva costruita durante l'espirazione è spostata a sinistra e questo perché durante l'espirazione passiva non esiste il contributo effettuato dalla tensione superficiale, l'area compresa tra la curva di inspirazione e quella di espirazione viene definita area di isteresi e rappresenta l'impossibilità di recuperare in fase espiratoria l'energia spesa durante l'inspirazione, fenomeno attivo. Se il polmone viene riempito d'acqua le due curve coincidono e in ogni istante si ha un aumento lineare del volume correlato all'aumento della pressione, infatti anche in questo caso la tensione superficiale viene meno.

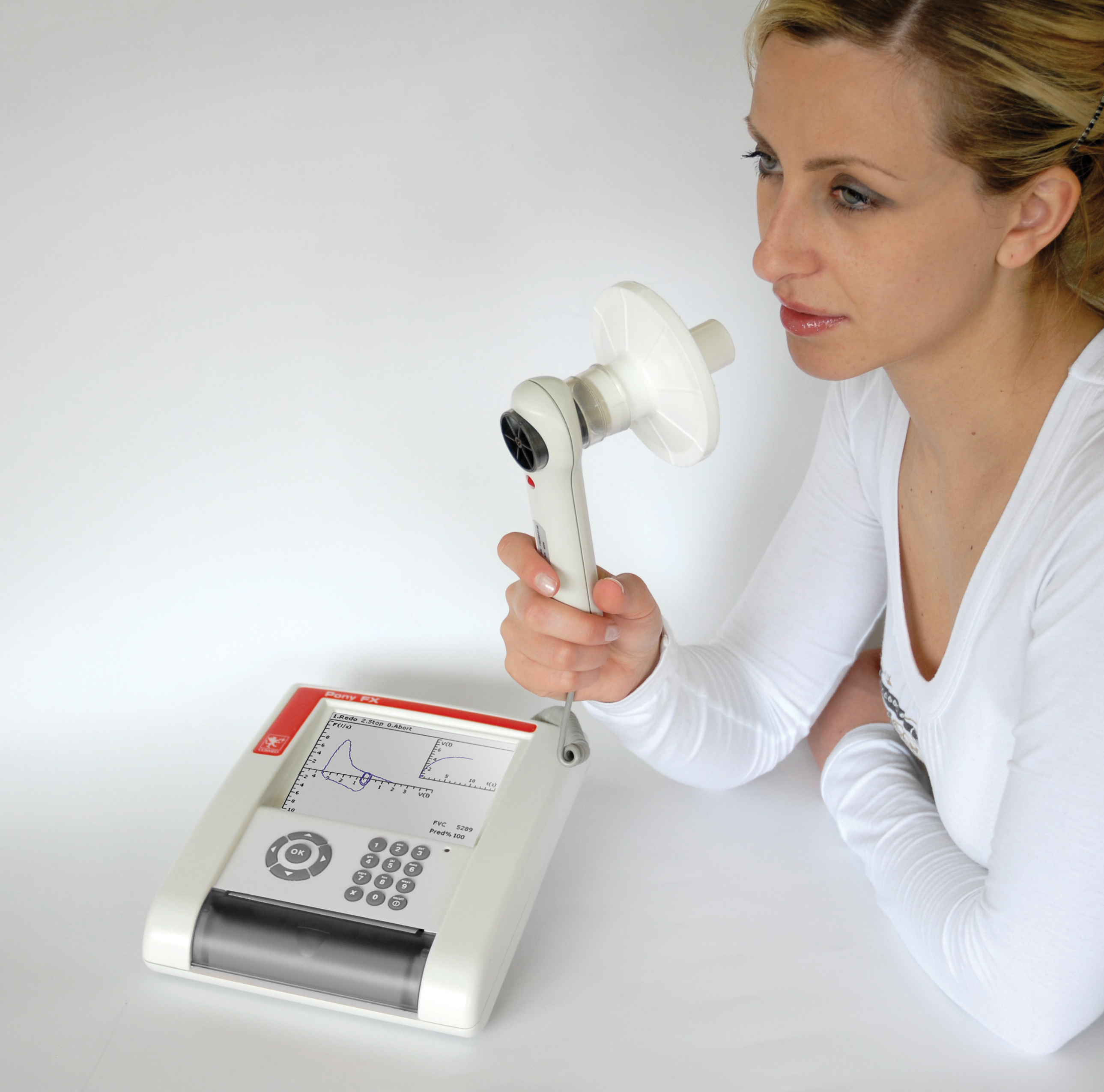
Un moderno spirometro portatile con turbina digitale e filtro antibatterico

È possibile inoltre calcolare la compliance polmonare nel polmone in vivo, in questo caso la pressione transmurale sarà data dalla differenza tra la pressione interna al polmone e quella intrapleurica. Nel soggetto in vivo i volumi di aria inspirati sono noti perché vengono misurati grazie allo spirometro, la pressione intrapleurica viene invece misurata tenendo in considerazione che essa si ripercuote su tutte le strutture mediastiniche e quindi possibile, ad esempio, misurare la pressione esofagea tramite l'inserimento di un palloncino per via transorale collegato ad un manometro.
Anche in questo caso ci si avvale di grafico in cui si pone nell'asse delle ascisse la pressione misurata in cmH2O e nell'asse delle ordinate il volume in percentuale della capacità vitale CV (somma del volume di riserva inspiratoria VRI, volume corrente VC e volume di riserva espiratoria VRE). Se si fa effettuare ad un soggetto una inspirazione forzata massimale, 100% CV, fenomeno attivo dato dalla contrazione dei muscoli inspiratori (muscoli intercostali esterni e diaframma) e muscoli inspiratori accessori (sternocleidomastoidei, grande e piccolo pettorale, scaleni) e si misura il valore di pressione intrapleurica si ottiene un valore di -40 cmH2O.
La pressione transpolmonare sarà dunque +40 cmH2O, questo perché dopo una inspirazione forzata la pressione intrapolmonare è 0 dato che il polmone si trova all'equilibrio con l'ambiente esterno e non esistono gradienti pressori, quindi 0-(-40)=+40. Se il soggetto effettua una inspirazione normale siamo al 55% di CV, la pressione transmurale assume un valore di +9 cmH2O, questo è il punto in cui la gabbia toracica si trova in posizione di equilibrio, non tende né ad espandersi né a ritrarsi (questa condizione viene valutata in maniera ottimale costruendo oltre che la curva di compliance polmonare anche quelle di compliance toracica e compliance toracopolmonare). Al 35% di CV, dopo una espirazione passiva o prima di una inspirazione normale, la pressione transmurale misurata ha un valore di +5 cmH2O, questa è la situazione di equilibrio per l'intero sistema toracopolmonare, in questo caso la tendenza ad espandersi della gabbia toracica è perfettamente bilanciata dalla tendenza del polmone a collassare. Al 35% di CV nel polmone è presente la capacità funzionale residua CFR, data dalla somma tra VRE, VC e aria minimale. Se al soggetto facciamo effettuare una espirazione forzata massimale, data dalla contrazione dei muscoli espiratori (muscoli intercostali interni e parete addominale), siamo allo 0% di CV e il valore pressorio registrato è di +2 cmH2O. Nel polmone in vivo la compliance polmonare viene calcolata tra il 35% e il 55% di CV e il suo valore è, come nel polmone isolato, 0,2 L/cmH2O.